# Брежане-Лекеницьке
Брежане-Лекеницьке (хорв. Brežane Lekeničke) — населений пункт у Хорватії, у Сисацько-Мославинській жупанії у складі громади Лекеник.

## Населення
Населення за даними перепису 2011 року становило 302 осіб.
Динаміка чисельності населення поселення:

## Клімат
Середня річна температура становить 10,71 °C, середня максимальна – 25,11 °C, а середня мінімальна – -5,90 °C. Середня річна кількість опадів – 921 мм.
| Клімат поселення                              | Клімат поселення | Клімат поселення | Клімат поселення | Клімат поселення | Клімат поселення | Клімат поселення | Клімат поселення | Клімат поселення | Клімат поселення | Клімат поселення | Клімат поселення | Клімат поселення | Клімат поселення |
| Показник                                      | Січ.             | Лют.             | Бер.             | Квіт.            | Трав.            | Черв.            | Лип.             | Серп.            | Вер.             | Жовт.            | Лист.            | Груд.            |                  |
| Середній максимум, °C                         | 6,99             | 8,68             | 13,07            | 17,28            | 21,95            | 25,11            | 23,78            | 23,13            | 19,45            | 14,45            | 9,00             | 5,04             |                  |
| Середня температура, °C                       | 0,55             | 2,22             | 6,61             | 10,84            | 15,50            | 18,66            | 20,32            | 19,67            | 15,99            | 10,99            | 5,54             | 1,59             |                  |
| Середній мінімум, °C                          | −5,9             | −4,22            | 0,17             | 4,38             | 9,04             | 12,21            | 16,87            | 16,20            | 12,53            | 7,52             | 2,09             | −1,88            |                  |
| Норма опадів, мм                              | 55               | 53               | 62               | 73               | 79               | 93               | 83               | 89               | 86               | 88               | 91               | 69               |                  |
| Середньомісячна швидкість вітру, м/с          | 1.80             | 1.90             | 2.39             | 2.20             | 2.08             | 1.90             | 1.80             | 1.70             | 1.70             | 1.70             | 1.80             | 1.80             |                  |
| Середньомісячна сонячна радіація, кДж/м²·день | 4225             | 6933             | 10597            | 15043            | 19277            | 21230            | 22231            | 19368            | 14303            | 8842             | 4675             | 3419             |                  |
| --------------------------------------------- | ---------------- | ---------------- | ---------------- | ---------------- | ---------------- | ---------------- | ---------------- | ---------------- | ---------------- | ---------------- | ---------------- | ---------------- | ---------------- |
| Джерело:                                      |                  |                  |                  |                  |                  |                  |                  |                  |                  |                  |                  |                  |                  |